# Elisabeth Knoll

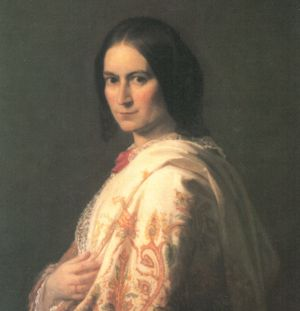
Elisabeth Otter-Knoll

Elisabeth Knoll, född 1818, död 1900, var en nederländsk filantrop. Hon grundade fattighuset Elisabeth Otter-Knoll hofje (1894) och välgörenhetsstiftelsen Elisabeth Otter-Knoll Stichting (1912). 
Hon var dotter till Isaac Knoll (1785-1856), armékapten, och Johanna Hester Smith (1788-1821), hovdam. Elisabeth Knoll gifte sig i december 1847 i Utrecht med Adolph Fortgens Otter (1803-1858), skeppsmäklare och skeppsgarant; och andra gången 1861 i Amsterdam med Hendrik Luessen (ca 1822-1887), pastor. Båda äktenskapen förblev barnlösa.
Hon ärvde kapital av både sina äkta män och ökade sin personliga förmögenhet genom kloka investeringar. Det gjorde att hon hade möjlighet att använda sina pengar i sitt välgörenhetsarbete. 